# كرة الماء

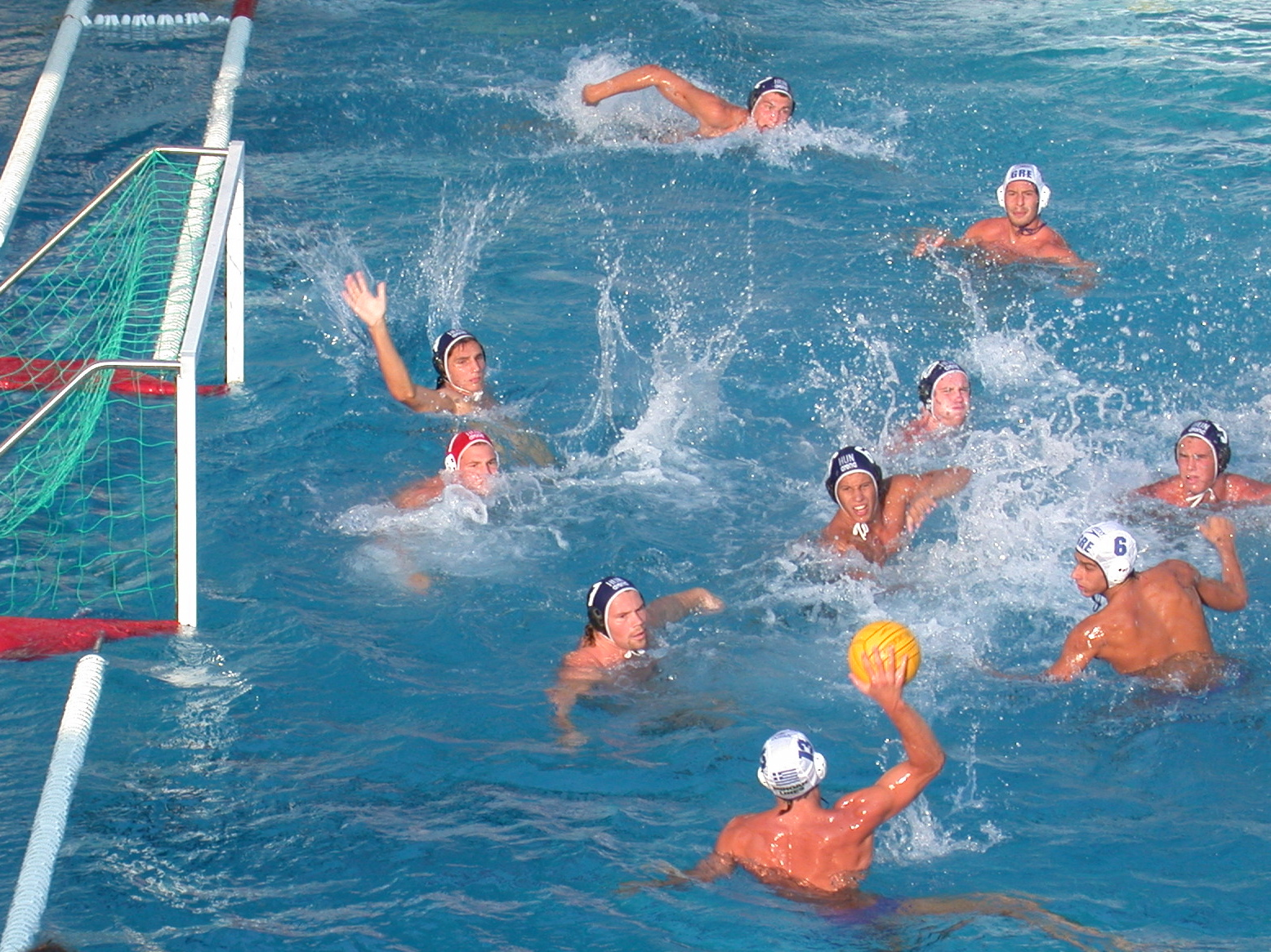
مبارة كرة ماء

كرة الماء هي لعبة رياضية جماعية تمارس في الماء. يمكن وصف اللعبة بأنها مركبة من السباحة، وكرة القدم، وكرة السلة، وهوكي الجليد، وكرة القدم الأمريكية، والرغبي، والمصارعة. يتألف كلا الفريقين من ستة لاعبين بالإضافة إلى حارس مرمى. الهدف في اللعبة - كما هو الحال مع كرة القدم - تحقيق أكبر عدد من الأهداف بواسطة تمرير الكرة خلف خط مرمى الخصم لاحتساب نقطة للفريق.

## تاريخ
لعبة كرة الماء بشكلها الحديث الحالي تألفت كشكل من رياضة الرغبي التي تمارس في الأنهار والبحيرات في إنجلترا واسكتلندا بواسطة كرة مصنوعة من المطاط الهندي.
كانت اللعبة حاضرة في الأولمبياد منذ أولمبياد 1900 بالنسبة للمسابقات الرجالية، وقد كانت من الرياضات التي كانت جزء من الأولمبياد لأول مرة مع كل من الكريكيت، والرغبي، والبولو، وغيرهم. أما كرة الماء النسائية فانطلقت منذ الألعاب الأولمبية الصيفية عام 2000 التي أقيمت في سيدني، أستراليا بعد احتجاجات من قبل منتخب أستراليا لكرة الماء النسائي.
كل عامين إلى 4 أعوام منذ 1973، تقام بطولة عالمية لكرة الماء للرجال وهي بطولة العالم لكرة الماء، وتنظمها الفينا (FINA). أضافت كرة الماء النسائية عام 1986. كما توجد مسابقة أخرى وهي كأس العالم لكرة الماء والتي تنظمها أيضاً الفينا، وهي تنظم منذ عام 1979. وفي عام 2002، نظمت الفينا أول دوري دولي لكرة الماء وهو الدوري العالمي لكرة الماء.
تقام البطولة الأولي للسوبر العربي الأسيوي للأندية الأبطال لأول مرة عام 2014 . بداية من 18 مايو 2014 وحتى 24 مايو 2014 وتشارك فيها 4 فرق عربيه اسيوية وتقام في الدمام - المملكة العربية السعودية .

## المهارات الأساسية المتطلبة للاعبي كرة الماء
- السباحة: كرة الماء هي لعبة مائية جماعية، فالسباحة تعدّ مهارة . يجب على اللاعبين السباحة من طرف الحوض المائي الذي يبلغ طوله 30 متراً للطرف الآخر دون توقف طوال المباراة.